# Rafael Jambeiro
Rafael Jambeiro is een gemeente in de Braziliaanse deelstaat Bahia. De gemeente telt 24.004 inwoners (schatting 2009).